# Roc Riera Rojas
Roc Riera Rojas (Barcelona, 25 de enero de 1913 – Castelldefels, 26 de julio de 1992) fue un pintor e ilustrador español. Como ilustrador trabajó principalmente en empresas del sector editorial.

## Biografía
Dibujante autodidacta, en los años 30 empezó a trabajar para revistas infantiles y juveniles (Pocholo, Mickey) y también realizó cubiertas de libros para la Editorial Molino.
Después de la guerra civil española estudió en Escuela Superior de Bellas Artes de San Jorge (hasta 1945) y continuó su actividad como ilustrador, colaborando con diversas editoriales: Betis (colección «Rocío»), Subirana (cómics femeninos «Mis chicas») y Molino (colecciones «Historia y leyenda» y «Cuentos de hadas»). En la misma década de 1940 realizó más de 50 ilustraciones para las portadas de la revista Lecturas, editada por HYMSA [Hogar y Moda].
Durante los años 50 y 60, además de diversos encargos en el ámbito publicitario (Pirelli, Firestone, Sanllehí...) y su actividad como cartelista, siguió incrementando sus colaboraciones editoriales y realizó algunos de sus trabajos más destacados: Molino («Biblioteca Salgari», «Biblioteca Karl May», «Selecciones de Biblioteca Oro»), Noguer (colecciones «Cuatro vientos» y «Mundo mágico») y Planeta (La gran ola de Pearl S. Buck, 1956). Las ilustraciones que Credsa le encargó para una edición de El Ingenioso Hidalgo Don Quijote de la Mancha fueron galardonadas en 1967 con el Premio Lazarillo (otorgado por el Instituto Nacional del Libro Español).
Entre 1948 y 1955 fue un miembro muy activo de Fomento de las Artes y del Diseño, de cuyo consejo directivo formó parte.
En la década de los 70 merecen destacarse sus ilustraciones para la editorial austríaca Carl Ueberreuter (Die Zauberflöte, 1970), el libro Hans Christian Andersen para Credsa o L’home dels gats, de Francesc Vallverdú, para la Editorial La Galera (1972).
Fue profesor de pintura y diseño en la Escuela Massana de Barcelona entre 1970 y 1977.
Durante toda su trayectoria compaginó siempre su faceta de ilustrador con el desarrollo de su actividad pictórica, en la que destacan sus exposiciones en la Sala Gaspar (1951, 1952, 1958, 1976, 1980, 1982) y su participación con ocho pinturas (septiembre de 1959) en la exposición «11 Spanische Maler» en el Kunstkabinett de Fráncfort.
Su obra está representada en el Museu del Disseny de Barcelona, donde también se conserva su fondo documental.